# دادستان ناحیه‌ای شهرستان لس آنجلس
دادستان ناحیه‌ای شهرستان لس آنجلس (انگلیسی: Los Angeles County District Attorney) اداره‌ای است که جرائم جدی و بزهکاری رخ‌داده در شهرستان لس آنجلس، کالیفرنیا را تحت پیگرد قانونی قرار می‌دهد. دادستان فعلی منطقه (DA) جرج گاسکون است.